# 高斎年充
高斎 年充（こうさい としみつ、生没年不詳）とは、明治時代の浮世絵師。

## 来歴
月岡芳年の門人。高斎、花の原房勝と称す。『浮世絵師人名辞書』に「芳年門人、明治」とあり、「近世高名双六」によれば本名は小林隆吉。作画期は明治4年（1871年）から明治10年（1877年）の頃にかけてで、風俗画や双六絵などの作を残す。

## 作品
- 「訓蒙近世図説」　大判錦絵揃物　※明治4年、芳年の補筆あり
- 「戊辰五月東軍之諸将於五陵郭酒宴之図」　大判錦絵3枚続　※明治8年（1875年）、花の原房勝の落款あり。万屋孫兵衛版
- 「近世高名双六」　錦絵　東京都立図書館所蔵　※明治9年。「画工　□森町壱番地　小林隆吉」とあり。武川清吉版